# Équipe d'Écosse de rugby à XV au Tournoi des Cinq Nations 1986
L'équipe d'Écosse a terminé première du Tournoi des cinq nations 1986, à égalité avec l'équipe de France, en remportant trois victoires et en perdant un seul match contre l'équipe du pays de Galles. 
xx joueurs ont contribué à ce succès. 
Gavin Hastings manque le coup d'envoi du premier match, les Français jouent rapidement la touche et marquent le premier essai. Le jeune Gavin Hastings n'est pas abattu, il inscrit les six pénalités de la victoire 18-17.
L'Écosse perd au pays de Galles, le XV du chardon gagne ensuite l'Angleterre et en Irlande. 

## Première Ligne
- Colin Deans 4 matchs
- Iain Milne 4 matchs
- David Sole 2 matchs

## Deuxième Ligne
- Alister Campbell 4 matchs
- Jeremy Campbell-Lamerton 1 match
- Iain Paxton 4 matchs

## Troisième Ligne
- John Beattie 4 matchs
- Finlay Calder 4 matchs
- John Jeffrey 4 matchs, 1 essai, 4 points

## Demi de mêlée
- Roy Laidlaw 4 matchs, 1 essai, 4 points

## Demi d'ouverture
- John Rutherford 4 matchs, 1 essai, 4 points

## Trois quart centre
- Scott Hastings 4 matchs, 1 essai, 4 points
- David Johnston 4 matchs

## Trois quart aile
- Roger Baird 4 matchs
- Matthew Duncan 4 matchs, 2 essais, 8 points
- Keith Robertson 1 match

## Arrière
- Gavin Hastings 4 matchs, 1 essai, 3 transformations, 14 pénalités, 52 points

## Classement
MJ= matchs joués, V= victoires, N = matchs nuls, D= défaites, PP= points pour, PC= points contre, Pts= nombre de points
|                | MJ | V | N | D | PP | PC  | Pts |
| -------------- | -- | - | - | - | -- | --- | --- |
| France         | 4  | 3 | 0 | 1 | 98 | 52  | 6   |
| Écosse         | 4  | 3 | 0 | 1 | 76 | 54  | 6   |
| Pays de Galles | 4  | 2 | 0 | 2 | 74 | 71  | 4   |
| Angleterre     | 4  | 2 | 0 | 2 | 62 | 100 | 4   |
| Irlande        | 4  | 0 | 0 | 4 | 50 | 83  | 0   |

## Résultats
- Première journée :

| Le 18 janvier à Édimbourg, Murrayfield Stadium | Écosse | 18 - 17 | France |

- Deuxième journée :

| Le 1er février à Cardiff, Arms Park | Galles | 22 - 15 | Écosse |

- Troisième journée :

| Le 15 février à Édimbourg, Murrayfield Stadium | Écosse | 33 - 6 | Angleterre |

- Cinquième journée :

| Le 15 mars à Dublin, Lansdowne Road | Irlande | 9 - 10 | Écosse |

## Points marqués par les Écossais

### Match contreFrance
- Gavin Hastings (18 points, 6 pénalités)

### Match contrePays de Galles
- Matthew Duncan (4 points, 1 essai)
- Gavin Hastings (7 points, 1 essai, 1 pénalité)
- John Jeffrey (4 points, 1 essai)

### Match contreAngleterre
- Matthew Duncan (4 points, 1 essai)
- Gavin Hastings (21 points, 3 transformations, 5 pénalités)
- Scott Hastings (4 points, 1 essai)
- John Rutherford (4 points, 1 essai)

### Match contreIrlande
- Gavin Hastings (6 points, 2 pénalités)
- Roy Laidlaw (4 points, 1 essai)

## Meilleur réalisateur
- Gavin Hastings : 52 points

## Meilleur marqueur d'essais
- Matthew Duncan (2 essais)
- Gavin Hastings, Scott Hastings, John Jeffrey, Roy Laidlaw, John Rutherford (1 essai)